# (120349) Kalas
(120349) Kalas est un astéroïde de la ceinture principale.

## Description
(120349) Kalas est un astéroïde de la ceinture principale. Il fut découvert le 12 décembre 2004 à Vail-Jarnac par l'Observatoire Jarnac. Il présente une orbite caractérisée par un demi-grand axe de 3,07 UA, une excentricité de 0,07 et une inclinaison de 13,5° par rapport à l'écliptique.

## Compléments